# Cremnops melamopterus
Cremnops melamopterus är en stekelart som först beskrevs av Cameron 1903.  Cremnops melamopterus ingår i släktet Cremnops och familjen bracksteklar. Inga underarter finns listade i Catalogue of Life.